# Borys Rassychin
Borys Andrijowycz Rassychin, ukr. Борис Андрійович Рассихін, ros. Борис Андреевич Рассихин, Boris Andriejewicz Rassichin (ur. 27 kwietnia 1937 w Moskwie, Rosyjska FSRR, zm. 16 marca 2021 we Lwowie) – ukraiński piłkarz pochodzenia rosyjskiego, grający na pozycji pomocnika lub napastnika, trener piłkarski.

## Kariera piłkarska

### Kariera klubowa
Rósł w Czerkizowo około stadionu „Staliniec” (teraz Łokomotiw), wtedy bazy klubu Szachtar Stalino. Selekcjonerzy Szachtara zauważyli grę młodego piłkarza i w 1956 zaprosili do klubu. Na początku lat 60. otrzymał kontuzję kolana, przez które był zmuszony szybciej ukończyć występy. Kiedy w 1963 powstał klub Karpaty Lwów został zaproszony do jego składu. 21 kwietnia 1963 zadebiutował w pierwszym oficjalnym meczu Karpat przeciwko Lakamatyu Homel. Ostatnim klubem w karierze piłkarza był Naftowyk Drohobycz, w którym w 1967 zakończył karierę piłkarską.

## Kariera trenerska
Jeszcze będąc piłkarzem rozpoczął pracę szkoleniową łącząc funkcje trenerskie w Naftowyku Drohobycz. Następnie trenował Szachtar Czerwonogród i Awanhard Stryj. W latach 1974–1978 oraz 1981–1983 pomagał trenować Karpaty Lwów i SKA Karpaty Lwów. Jego jednym z najbardziej znanych wychowanków jest Andrij Bal. Prowadził też Prykarpattia Iwano-Frankiwsk. Kiedy w 1989 został odrodzony klub Karpaty Lwów był zaproszony na stanowisko głównego trenera. Trenował również takie kluby jak Bukowyna Czerniowce, Venita Lipkany i Zbrucz Borszczów. Obecnie mieszka we Lwowie z żoną Lubow Nosikową i synem, a córka na Węgrzech.

## Sukcesy i odznaczenia
- zdobywca Pucharu ZSRR: 1961, 1962
- tytuł Mistrz Sportu ZSRR: 1973
- tytuł Zasłużony Trener Ukrainy: 1997